# Ayrshire, Iowa
Ayrshire là một thành phố thuộc quận Palo Alto, tiểu bang Iowa, Hoa Kỳ. Năm 2010, dân số của thành phố này là 143 người.

## Dân số
Dân số qua các năm:
- Năm 2000: 202 người.
- Năm 2010: 143 người.